# Bergantino
Bergantino (wen. Bergantin) – miejscowość i gmina we Włoszech, w regionie Wenecja Euganejska, w prowincji Rovigo.
Według danych na rok 2004 gminę zamieszkiwało 2630 osób, 146,1 os./km².